# Sunday roast

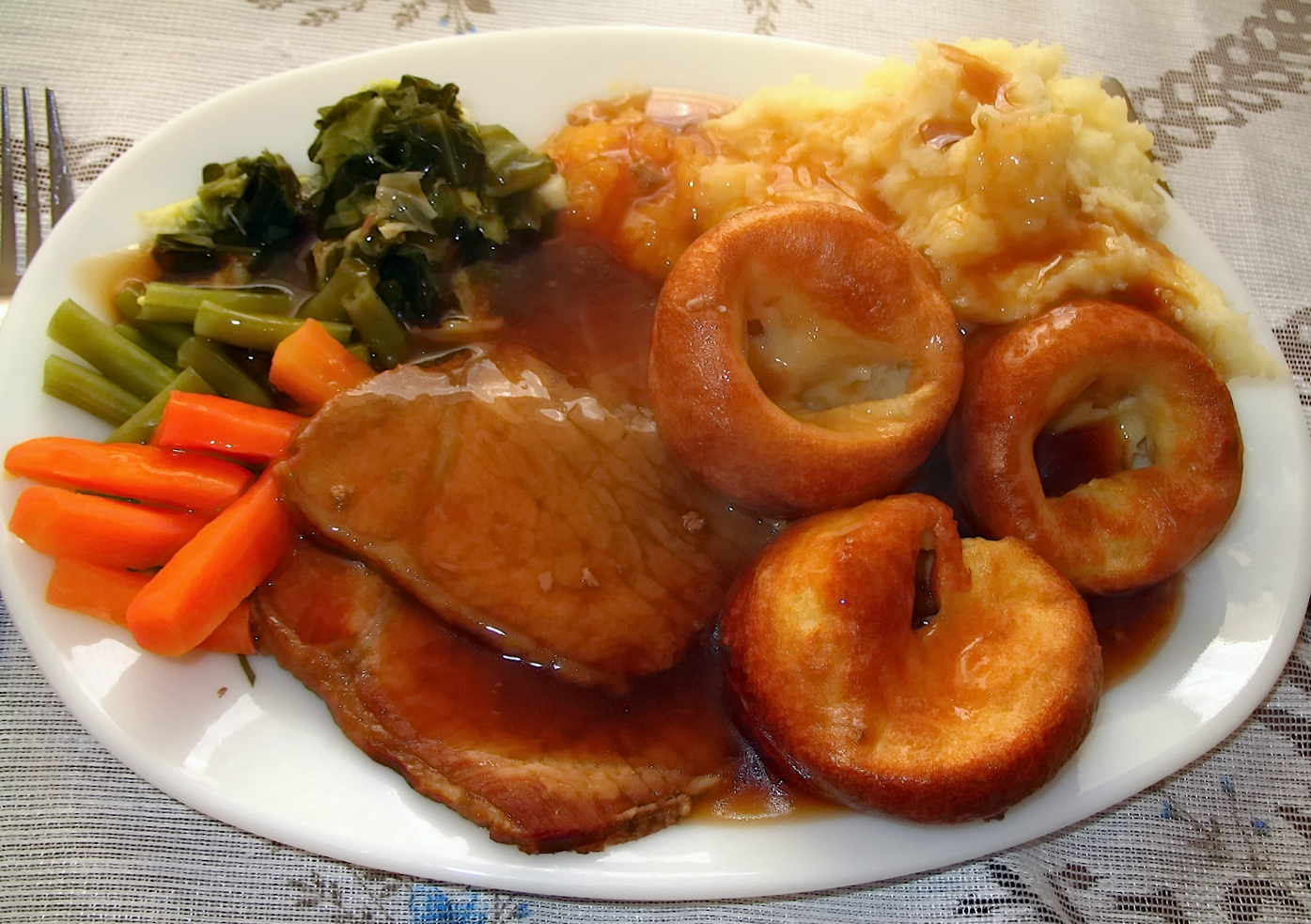
Sunday roast aus Roastbeef, verschiedenem Gemüse, Kartoffelmus, kleinen Yorkshire-Puddings und Sauce

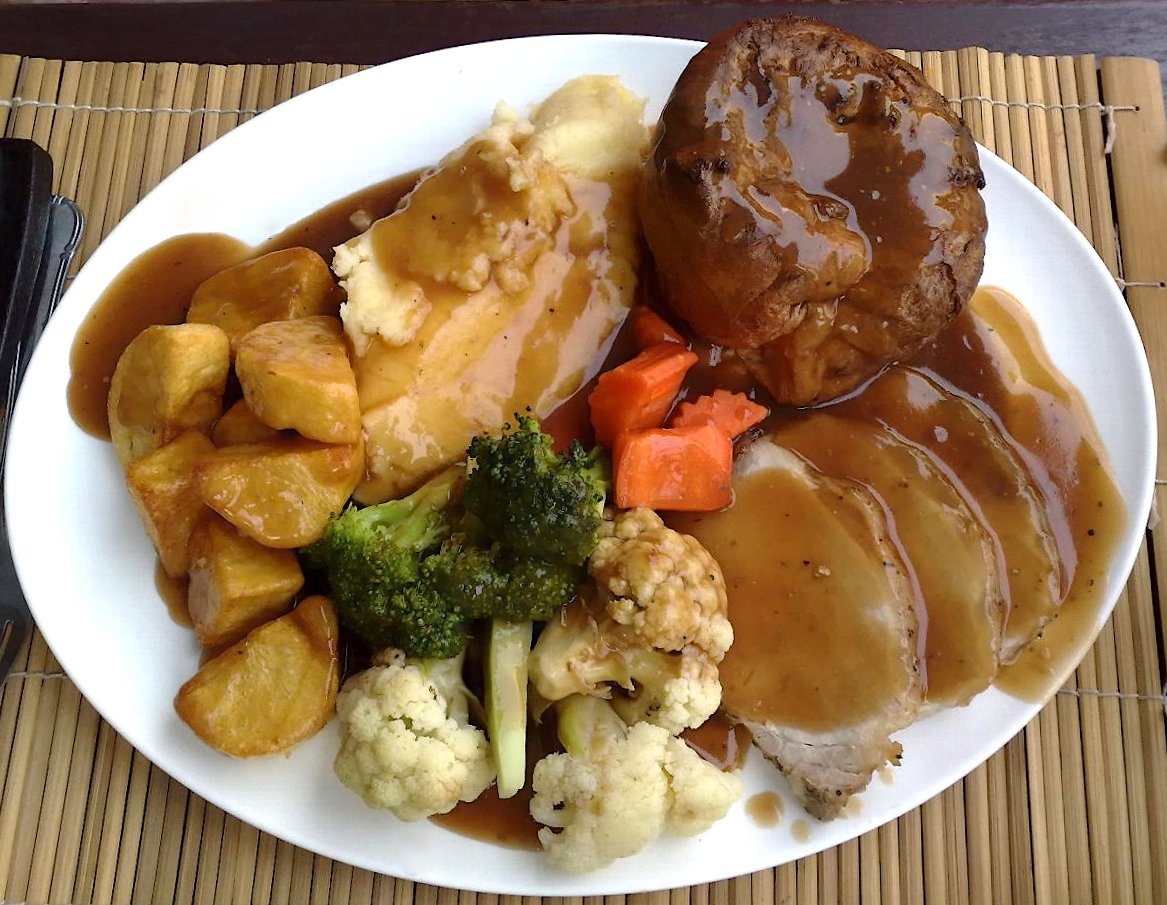
Sunday roast aus Schweinebraten, Gemüse, Röstkartoffeln, Kartoffelpüree, Yorkshire-Pudding und Sauce

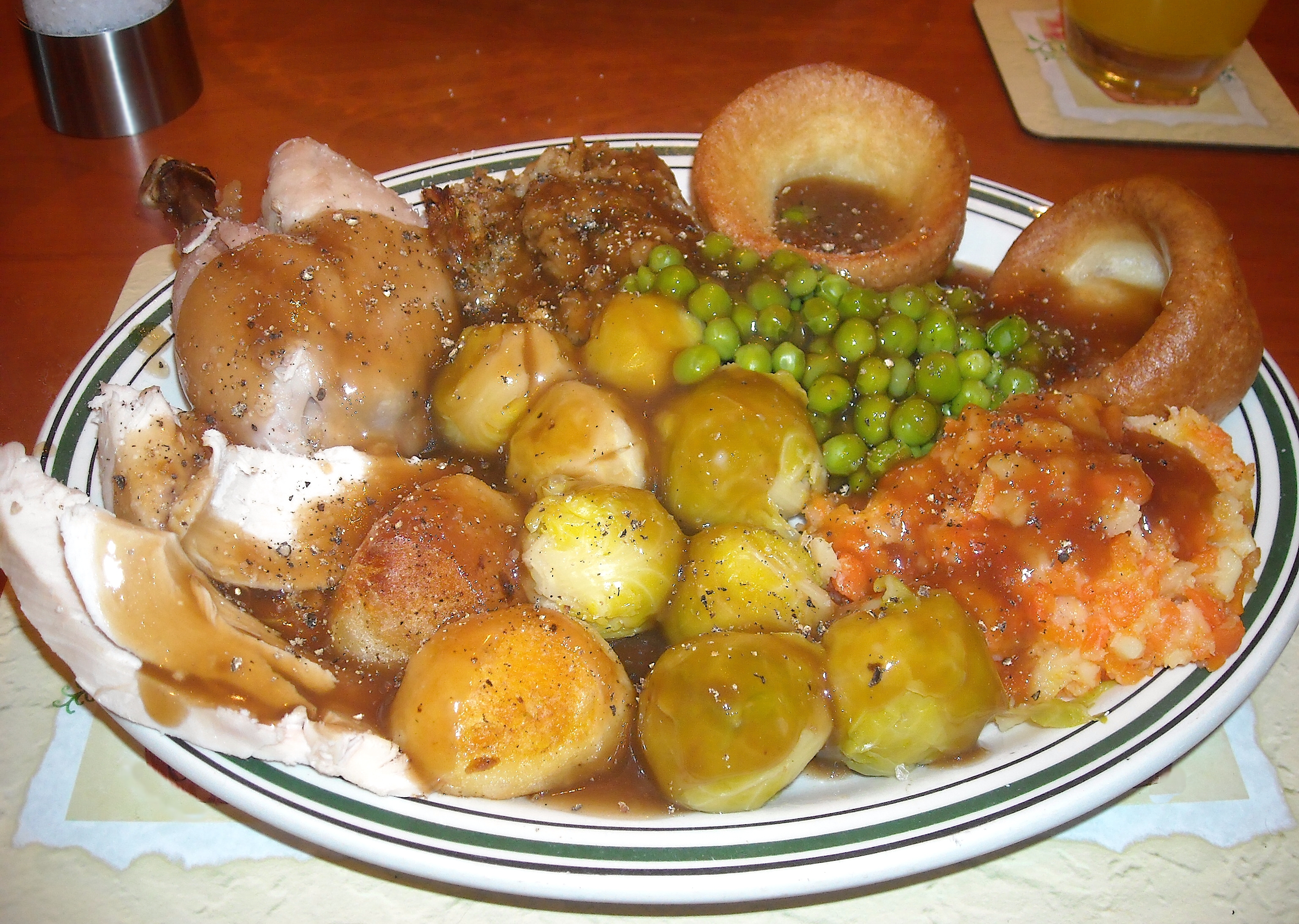
Sunday roast aus Huhn mit Füllung, Röstkartoffeln, Rosenkohl, Erbsen, Karotten-Pastinaken-Mus, Yorkshire-Puddings und Sauce

Der Sunday roast (vergleichbar mit dem deutschen Sonntagsbraten) ist eine traditionelle britische Hauptmahlzeit, die an Sonntagen serviert wird. Er besteht in der Regel aus gebratenem oder geschmortem Fleisch mit Beilagen. Andere Bezeichnungen für diese Mahlzeit sind Sunday dinner, Sunday lunch, Roast dinner und Sunday joint.
Das Gericht soll im 18. Jahrhundert in der Grafschaft Yorkshire entstanden sein, als in der Landwirtschaft zahlreiche ertragssteigernde Produktionsmethoden wie Mechanisierung, Fruchtfolge und selektive Zucht Einzug fanden. Man nimmt an, die Tradition des Sunday roast sei entstanden, weil das Fleisch am Sonntagmorgen vor dem Kirchgang in den Ofen geschoben und dann nach der Rückkehr zur Mittagszeit verzehrt werden konnte.

## Typische Zutaten
Für den Sunday roast können Rind, Huhn, Lamm oder Schwein verwendet werden, saisonal auch Ente, Gans, Speck, Truthahn und (selten) Wild. Teils wird auch Lachs verwendet. Nachfolgend sind die traditionellen Varianten aufgeführt, jeweils mit den üblichen Beilagen, die jedoch oft nach Belieben anders kombiniert werden:
- Roastbeef – serviert mit Yorkshire Pudding und je nach Vorliebe Meerrettich oder Senf
- Schweinefleisch – serviert mit Schwarte mit einer Salbei-Zwiebel-Füllung sowie Apfelmus oder Senf
- Lammfleisch – serviert mit einer Salbei-Zwiebel-Füllung sowie Minzsauce oder Gelee
- Hühnerfleisch – serviert mit in Speck gerollten Chipolata-Würstchen („pigs in blankets“), dazu entweder Brotsauce, Preiselbeerensauce oder Gelee

Sunday roast kann mit zahlreichen gekochten oder geschmorten Gemüsearten serviert werden. Das Gemüse kann je nach Saison oder Region variieren; meistens gehören aber geschmorte Kartoffeln dazu. Diese werden in der Fettpfanne zubereitet oder auch mit einer Bratensauce aus Bouillonwürfeln oder Mehlschwitze. Andere Gemüse, die verwendet werden, sind Püree aus Steckrüben, Speiserüben, gekochter Weißkohl, geschmorte Pastinaken sowie gekochte Karotten und Erbsen.